# Diaglyptellana puncta
Diaglyptellana puncta är en stekelart som först beskrevs av Holmgren 1857.  Diaglyptellana puncta ingår i släktet Diaglyptellana, och familjen brokparasitsteklar. Arten är reproducerande i Sverige.